# Pimelea interioris
Pimelea interioris är en tibastväxtart som beskrevs av B.L. Rye. Pimelea interioris ingår i släktet Pimelea och familjen tibastväxter. Inga underarter finns listade i Catalogue of Life.